# MediaBanda
MediaBanda é um grupo musical do Chile que se caracteriza por sua proposta energética e eclética, nutrida por vários estilos, como o rock, jazz, funk, pop, fusão latina e música contemporânea, entre outros. Foi formado no ano de 2000 em Santiago do Chile do saxofonista e compositor Cristián Crisosto. A formação do grupo é uma banda de rock expandida que varia com o tempo, mas geralmente tem uma seção de sopro como protagonista, além de vozes principais e uma seção rítmica refinado.

## Nome
O nome da banda, MediaBanda, significa literalmente "meia banda" em idioma espanhol, sugerindo ser metade de um big band, mas em espanhol chileno, o termo media é usado como grande, enorme, além de impressionante. Portanto, o significado do MediaBanda pode ser "Banda Impressionante".

## História

### Treinamento (2000 - 2002)

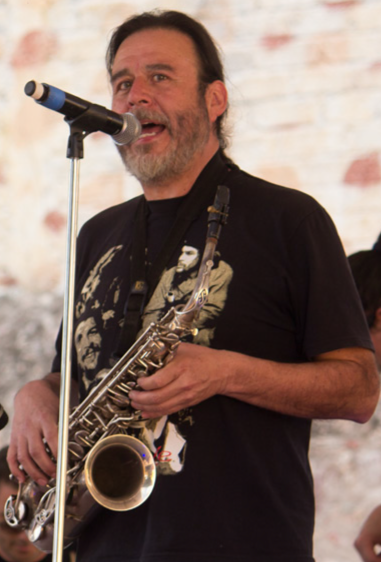
Cristián Crisosto criador e compositor principal do grupo

Um primeiro grupo chamado Mediabanda, formado por Cristián Crisosto, Jaime Vivanco, Pato Zúñiga, Willy Valenzuela, Raúl González, Sergio Pinto e Miguel Schain, começou a operar no início dos anos 80. 'como um grupo que explora a fusão de rock, jazz, funk e improvisação livre. Apenas um demo inédito foi produzido a partir desta formação. No entanto, quando Crisosto e Vivanco incorporaram o restante dos membros definitivos, eles decidiram mudar o nome para Fulano e criar novas músicas, iniciando assim uma grande carreira de 1984 a 2015, deixando uma marca indelével em a história da música chilena. Foi depois do álbum de Fulano Trabajos Inútiles (1997) que Cristián Crisosto iniciou um ambicioso projeto de composição pessoal, que em 2000 foi concluído com a criação de uma nova banda com sua esposa Arlette Jequier (voz), sua filha Regina Crisosto (voz) e sete outros jovens músicos; Santiago Astaburuaga, (baixo), Christian Hirth (bateria), Daniel Linker (piano), Diego Aguirre (violão), Sebastián Dintrans (violão), Patricio Bracamonte (trombone), Marcelo Maira (flauta e saxofone), retornando ao nome anterior de MediaBanda. Foi assim que nasceu a atual Mediabanda.

### Primeira etapa (2003 - 2010)
Após um longo período de ensaios e oficinas para reunir as complexas composições de Crisosto, Mediabanda lançou em junho de 2004 seu primeiro álbum, intitulado Entre la Inseguridad y el Ego (Entre insegurança e ego), financiado graças ao apoio de Fondart com um concerto em o teatro do Centro Arte Alameda, Santiago. O álbum se destaca por seu grande ecletismo musical, complexidade composicional e riqueza sonora, em músicas que andam livremente pelo rock, funk, salsa, ritmos afro-latinos, melodias pop, arranjos de jazz, música de vanguarda. elegante e, às vezes, música clássica.
No final de 2004, o corpo docente da Escola de Música Moderna concedeu ao MediaBanda o prêmio de melhor banda do ano e a revista Wikén do jornal El Mercurio descreve o grupo como o melhor novo artista chileno. Como resultado da recepção crítica, o público é convidado a participar do 4º Festival Internacional de Jazz de Providencia, dividindo o palco com artistas internacionais como Paquito D'Rivera, Yellowjackets, Lito Vitale e outros. Mais tarde, eles também atuaram em Matucana 100, juntamente com Akinetón Retard, entre outras performances do período. Em abril de 2005, ele ganhou seu segundo projeto Fondart, que incluiu uma turnê nacional que ocorreu entre outubro e novembro.
Em abril de 2006, eles venceram pela terceira vez um projeto Fondart para financiar sua segunda produção Dinero y Terminación Nerviosa (Dinheiro e rescisão nervosa), gravada em janeiro de 2007 e lançada em junho do mesmo ano em dois shows no Cine Arte Alameda, Santiago. O álbum foi um CD duplo, onde é desenvolvido o estilo de fusão rock / jazz / música contemporânea, consolidando o grupo como um dos mais importantes do estilo latino-americano. Desta vez, a composição também foi aberta a Hirth, Dintrans e Aguirre, além de improvisações experimentais notáveis de Jequier, Hirth e Astaburuaga. Uma semana depois, eles partiram para a Europa para uma turnê de um mês e meio, aparecendo em vários locais, auditórios e festivais como o Nuits du Sud, em Vence França e outros em Espanha, Alemanha, Holanda, República Tcheca, Áustria e Itália. Ao retornar ao Chile, eles se apresentariam no Teatro Oriente Providencia, junto com Congreso e Akinetón Retard. Mais tarde também com o grupo de percussão experimental "Code", no mesmo teatro.
Em 2010, ele lançou o novo álbum, Siendo Perro (Sendo Cachorro), com uma nova formação, que destaca o uso harmônico de guitarras para substituir o piano e a incorporação de funk e heavy rock à já vanguardista fusão jazz-rock. Siendo Perro apareceu sem a voz de Arlette Jequier, que vislumbrou o início dos intervalos dentro do complexo e levou a um silêncio de dois anos.

### Segunda etapa (2013 - presente)
Em meados de 2013, foi realizado um novo treinamento do MediaBanda para a segunda era, incluindo 6 novos membros. Em 2014, eles participaram da celebração do trigésimo aniversário do grupo Fulano, realizado no Teatro Nescafé de las Artes, en Providencia, juntamente com Santiago del Nuevo Extremo, Pedro Foncea e Angelo Pierattini.
Durante esse período, o grupo fez uma série de apresentações relançando grande parte do repertório, que também contou com a colaboração de Consuelo Schuster e Celeste Shaw nos vocais e que coincidiu com uma rotação significativa de músicos na formação de base.
Durante 2016, eles se dedicam a compor e gravar seu tão esperado novo álbum intitulado Bombas en el Aire (Bombas no ar), lançando vídeos ao vivo dos singles Bombas en el Aire, Me enteré por Facebook e El Sofá, a ser lançado em janeiro de 2017 na sala SCD de Plaza Egaña, Ñuñoa o álbum inteiro. Na semana seguinte, eles se apresentaram com grande sucesso no Woodstaco Festival 2017, na Maule (região), diante de milhares de pessoas, e as apresentações de lançamento do álbum continuaram na Valparaíso (região). Foi gravado no CHT Studios como um experimento musical em oficina, em vez do uso de partituras que tinham sido o suporte fundamental nos primeiros dias. Durante os meses de julho e agosto, eles fazem uma turnê no México que inclui apresentações no Jalisco Jazz Festival em Guadalajara, o FestivAlterNative em Querétaro, além do circuito cultural da Cidade do México. De volta ao Chile, eles fazem uma série de apresentações juntamente com outras bandas de vanguarda, como Crisis (de Nicolás Vera e Cristián Gallardo), Sube, Cola de Zorro, Zet e Ojo de Pez, entre outros.
Atualmente, eles estão apresentando o show “Mediabanda Plays Fulano”, que estreou em 16 de novembro de 2018 no Teatro Oriente, com convidados como Pablo Ilabaca, Nicolás Vera, Consuelo Schuster, e Como Asesinar a Felipes, prestando homenagem à música da lendária banda de fusão chilena Fulano, e em particular o grande maestro Jaime Vivanco, tocou com novos arranjos de Tomás Ravassa nos teclados e Aurelio Silva na guitarra, numa encenação que desperdiça energia e atitude. Devido ao seu sucesso, eles continuaram se apresentando em locais como o Festival de Jazz de Valparaíso, o Teatro San Joaquín ou La Batuta. Em janeiro de 2020, eles lançaram o primeiro single de seu próximo novo álbum Maquinarias em homenagem a Fulano, com o clássico Adolfo, Benito, Augusto, Toribio, no Museo de la Memoria e Direitos Humanos e no contexto dos explosão social. Após atrasos na produção devido à pandemia de Covid-19, o álbum Maquinarias foi finalmente lançado em 1º de julho de 2021, em streaming e CD. O álbum é dedicado ao compositor Jaime Vivanco falecido tragicamente em 2003, e contém oito novos arranjos de suas composições em Fulano, que contaram com a colaboração dos irmãos Ilabaca (de Chancho en Piedra), do ator e folclorista Daniel Muñoz, e da cantora Consuelo Schuster, entre outros.

## Estilo musical
As principais influências de Cristian Crisosto foram o compositor americano Frank Zappa e o movimento europeu Rock in Opposition. Weather Report, Return to Forever, Magma, King Crimson, Hermeto Pascoal, Miles Davis e Thelonious Monk também foram influências importantes. Muitos outros atos de diferentes origens e estilos também foram significativos, como Nirvana, Led Zeppelin, David Bowie, Charly García e, principalmente, os de Crisosto antiga banda Fulano. Além de todas essas influências, há aquelas que cada membro talentoso da banda teve e que serviram como contribuições essenciais ao som do grupo.
MediaBanda foi chamado pelo prestigiado musicólogo Juan Pablo González como "Ecletismo anti-hegemônico", já que muitas influências são notáveis, mas nenhuma delas predomina sobre as outras. Mais ou menos como jazz-rock, o MediaBanda explorou muitos elementos de diferentes subgêneros e estilos musicais em sua experiência em cinco álbuns de estúdio, como rock de câmara, rock progressivo e pop barroco, pop rock, funk rock, hard rock, art rock, rock alternativo, soul, rock latino, punk jazz, post punk, jazz de fusão, jazz funk, jazz latino, rapcore, alternativa latina, música experimental, música clássica, música contemporânea, música de vanguarda, música atonal e improvisação livre.

## Discografia
- 2004 - Entre la Inseguridad y el Ego
- 2007 - Dinero y Terminación Nerviosa
- 2010 - Siendo Perro
- 2017 - Bombas en el Aire
- 2021 - Maquinarias

## Integrantes

### Atuais
- Cristián Crisosto, composición, flauta traversa, saxo soprano, saxo alto, e saxo tenor (2000- )
- Christian Hirth, batería (2000 - )
- Rodrigo Aguirre, saxo tenor y flauta traversa (2009 - )
- Rafael Chaparro, saxo tenor y saxo alto (2013 - )
- Tomás Ravassa, piano, teclados y sintetizadores (2013 - )
- Aurelio Silva, violao eléctrica (2013 - )
- Felipe Martínez, baixo eléctrico (2015 - )
- Florencia Novoa, voz (2019 - )

### Ex-integrantes
- Patricio Bracamonte, trombón (2000 - 2005)
- Daniel Linker, piano y teclados (2000 - 2006)
- Santiago Astaburuaga, bajo (2000 - 2008)
- Arlette Jequier, voz y clarinete (2000 - 2009)
- Marcelo Maira, flauta y saxo tenor (2000 - 2009)
- Diego Aguirre, guitarra (2000 - 2010)
- Regina Crisosto, voz y marimbas (2000 - 2010)
- Sebastián Dintrans, guitarra (2000 - 2010)
- Cristóbal Dahm, clarinete, saxo alto y saxo barítono (2005 - 2017)
- Jaime Ramos, piano y teclados (2006 - 2009)
- Javier Barahona, bajo (2008 - 2010, 2014)
- Francisco Loyola, piano (2009)
- Benjamín Lechuga, guitarra (2013 - 2014)
- Nicolás Voigth, bajo (2013)
- Carolina Riveros, voz (2013)
- Matías Baeza, guitarra (2015 - 2016)
- Valentina Mardones, voz (2014 - 2018)